# Гері Джонсон
Гері Ерл Джонсон (англ. Gary Earl Johnson; нар. 1 січня 1953, Майнот, Північна Дакота) — американський політик, губернатор штату Нью-Мексико (1995–2003) від Республіканської партії, кандидат у Президенти США від Республіканської партії та Лібертаріанської партії у 2012 та 2016 році.

## Життєпис

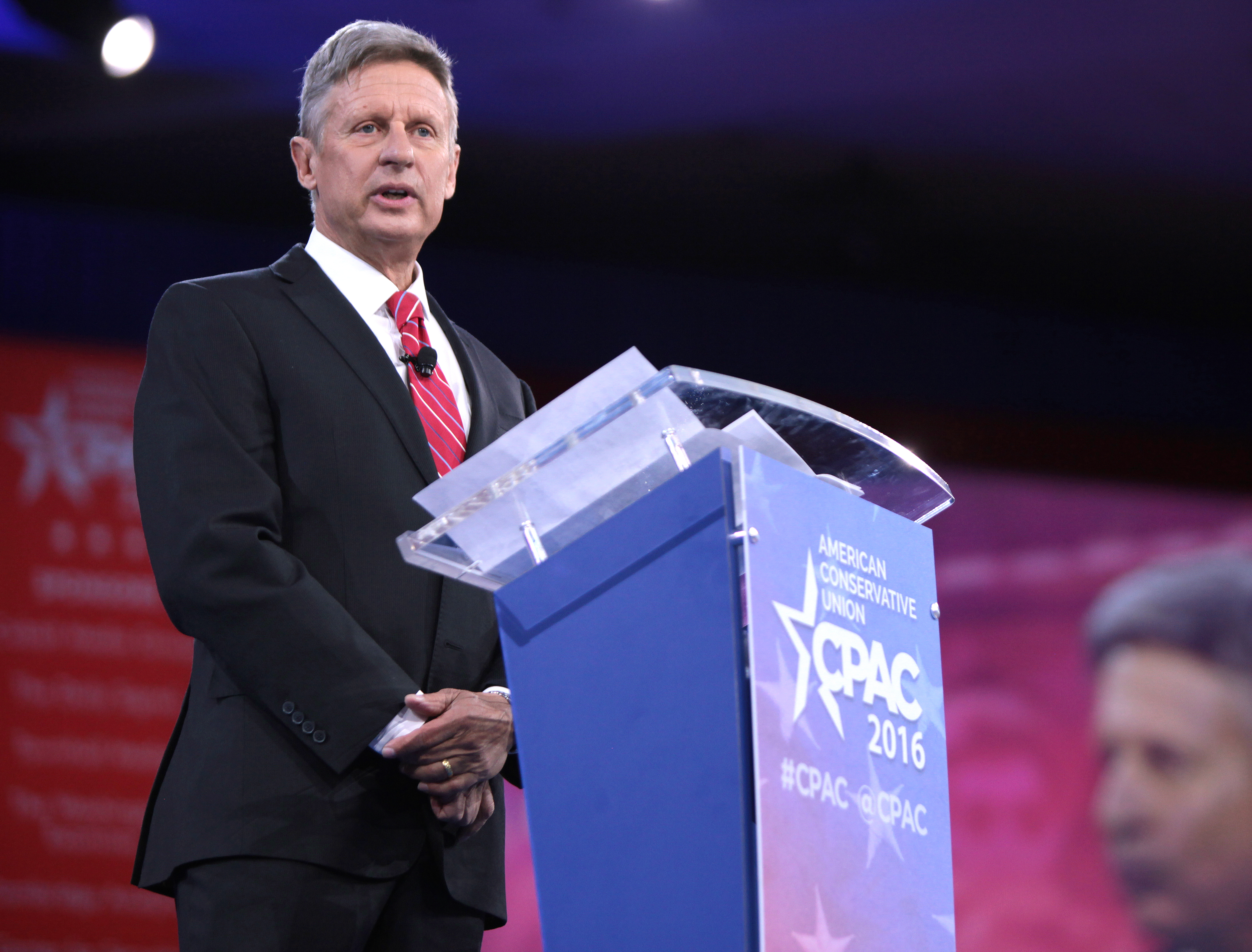
Гері Джонсон під час виступу у Вашингтоні, 2016 рік

Гері Ерл Джонсон народився 1 січня 1953 року в Майнот, Північна Дакота. Його батько Ерл Джонсон наполовину данського, наполовину норвезького походження. Мати — Лоррейн Б. Бостов є українкою, донькою вихідців з Російської імперії Вільяма Бостова (сина Георгія Бостовая, який разом з батьком, прадідом Гері, Федором Дорофейовичем Бостоваєм та матір'ю, прабабусею Гері, Ангеліною Григорівною Бостовай, став в Америці носити прізвище Бостов; та Матильди Курінної) і Віри Корнійчук (донькою киян Григорія Максимовича та Феодосії Степанівни Корнійчук).
Джонсон здобув освіту в Університеті Нью-Мексико.
5 травня 2012 Джонсон був висунутий Лібертаріанською партією як кандидата на пост президента США. Зайняв на виборах третє місце з 1 % голосів.
Останні роки Гері Джонсон займався бізнесом, він був виконавчим директором компанії «Cannabis Sativa» з Невади, яка продає медичну марихуану в тих штатах, де це дозволено законодавчо.
30 травня 2016 року 63-річний Джонсон був знову висунутий як кандидат на пост президента США від Лібертаріанської партії. Він здобув перемогу після двох турів загальнонародного з'їзду лібертаріанців в Орландо, штат Флорида.

## Сім'я
Ґері Ерл Джонсон одружений, має дочку Сіа та сина Еріка.